# Iodtinktur

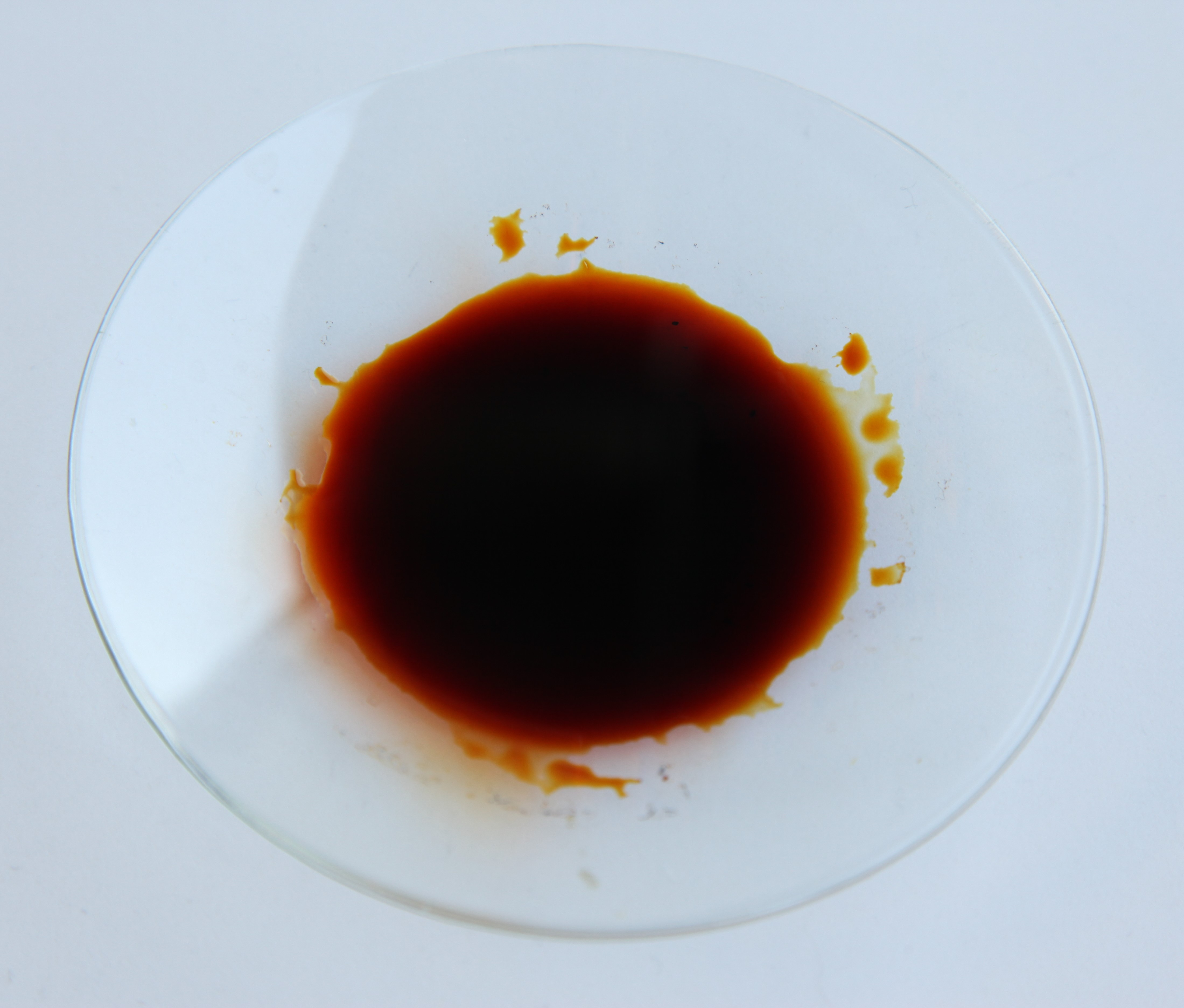
Ethanolische Iodtinktur

Iodtinktur (lateinisch Tinctura Iodi) oder Jodtinktur ist eine Lösung von Iod in 10 Teilen Alkohol. Die Tinktur wird mit der Zeit sauer, weil sich Iodwasserstoffsäure bildet.
Die farblose Iodtinktur (lateinisch Tinctura Iodi decolorata) ist eine Lösung von 10 Teilen Iod und 10 Teilen Natriumthiosulfat in 10 Teilen Wasser, 16 Teilen alkoholischer Ammoniaklösung und 75 Teilen Ethanol. Beide Präparate wurden medizinisch benutzt. Sie sollten vor chirurgischen Eingriffen die Haut im Operationsumfeld schnell und zuverlässig desinfizieren. Kleinere Wunden konnten so ebenfalls  desinfiziert werden.
Iod kann heftige Unverträglichkeitsreaktionen (Intoleranz; abzugrenzen gegen allergische Reaktionen) hervorrufen. 
Der Alkohol in der Tinktur verursacht ein sehr unangenehmes Brenngefühl in der Wunde. 
Im Jahr 1908 führte Antonio Grossich (1849–1926) die Desinfektion der Haut mit Iodtinktur vor Operationen ein. Seit den 1960er-Jahren wurde Iodtinktur durch andere Desinfektionsmittel (z. B. Octenidin, Polyhexanid, Povidon-Iod) ersetzt.